# Phil Collins
Philip David Charles "Phil" Collins (sinh ngày 30 tháng 1 năm 1951 tại Chiswick, London) là một ca sĩ theo dòng nhạc Rock và Pop, đồng thời cũng là một nhạc sĩ và diễn viên người Anh. Ông vừa là một nghệ sĩ đơn ca vừa là một tay trống cho ban nhạc Rock Genesis.
Trong vòng 6 năm, từ năm 1984 đến năm 1989, Collins đã 7 lần đoạt được vị trí số một trong bình chọn Billboard Hot 100 của Mỹ, thêm vào đó là lần xếp thứ nhất với Genesis (Invisible Touch).
Với phong cách đa dạng của Collins được thể hiện rõ nét trong các singles của anh. Có những bài mang phong cách trống làm chủ như In the Air Tonight, đến những bài mang nhịp điệu Pop Sussudio hay mang đậm tính phản ánh chính trị, xã hội của Another Day in Paradise, ca khúc đến nay được cho là thành công nhất của ông. Không chỉ có vậy, những ca khúc về tình yêu và nỗi sầu đau cũng hay là những chủ đề được thể hiện. Sự nổi tiếng của Collins trên quốc tế đã ảnh hưởng khá nhiều cho thành công của Genesis. Theo Atlantic Records thì Collins đến năm 2002 với vị trí solo của mình đã bán ra được trên 100 triệu đĩa nhạc trên toàn thế giới.

## Tiểu sử

### Thời niên thiếu
Nhạc cụ đầu tiên mà Collins nhận được là một bộ trống đồ chơi vào Giáng Sinh hồi ông mới 5 tuổi. Sau đó với sự giúp đỡ của cậu ông, đã làm cho ông một bộ gõ thực sự, qua đó nó đã giúp ông luyện tập là nâng cao khả năng của mình. Collins luyện chơi không theo một giáo trình nào cả, ngay cả cách đọc và viết của nốt nhạc ông cũng không được học qua, chủ yếu là học theo cách chơi mà ông học được trên tivi, và trên đài với hệ thống nốt nhạc mà ông tự chế.
Trong cuộc đời ông, ông luôn coi trọng nghề diễn viên của mình và thường dùng mọi cách để có thể lên được màn ảnh. Đến năm 14 tuổi, ông học tại trường điện ảnh Barbara Speake và sau đó tham gia vai chính (Artful Dodger) đầu tiên trong vở nhạc kịch Oliver! do Westend-Produktion sản xuất. Trong Beatles-Film Yeah Yeah Yeah, ông nắm giữ một vai phụ và ngoài ra tham gia lồng tiếng cho vai diễn Romeo trong phim Romeo và Julia (1968).
Mặc dù khởi đầu khá thuận lợi với nghề diễn viên, nhưng ông vẫn luôn tập trung vào ca nhạc. Trong thời gian ở trường Chiswick Community School ông thành lập ban nhạc The Real Thing và sau đó gia nhập ban The Freehold với ca khúc đầu tay Lying Crying Dying. Năm 1969, ông cùng ban nhạc Flamming Youth nhận được hợp đầu sản xuất đĩa đầu tiên và phát hành Album Arc 2, tuy Album này đã gây ảnh hưởng cho người nghe nhưng không được mua nhiều. Do không mấy thành công vì thế sau 1 năm, ban nhạc cũng đã tan rã sau khi lưu diễn.
Năm 2011, Phil Collins chính thức giã từ sự nghiệp âm nhạc vì lý do sức khỏe. Tarzan (phim 1999)